# Criocharacta
Criocharacta é um gênero de mariposa pertencente à família Acrolophidae.